# Шестая статья Конституции США
Шестая статья Конституции США устанавливает, что федеральные законы, принятые в соответствии с Конституцией, а также ратифицированные международные договоры являются верховным законом Соединённых Штатов Америки. Также статья запрещает устанавливать в качестве критериев к занятию любой государственной должности принадлежность к какой-либо религии. Кроме того, статья закрепляет ответственность правительства США за долги предшествующей Конфедерации.

## Текст
Все долги и долговые обязательства, сделанные до утверждения этой конституции, должны иметь такую же законную силу для Соединенных Штатов при настоящей конституции, какую они имели при конфедерации.
Эта конституция и законы Соединенных Штатов, которые будут установлены во исполнение её, равно как все договоры, заключенные Соединенными Штатами, должны быть верховным законом страны, и судьи каждого штата должны подчиняться им, хотя бы в конституции и в законах отдельных штатов встречались противоречия им.

Ранее упомянутые сенаторы и представители и члены законодательных собраний отдельных штатов, равно и все исполнительные или судебные должностные лица, как Соединенных, так и отдельных штатов, принимают присягу или делают торжественное заявление, что будут поддерживать конституцию; но никакого вероисповедания никогда не должно требоваться, как необходимого условия для занятия какой-либо должности, или для исполнения какой-либо общественной службы в Соединенных Штатах.

## Долги
Первая часть шестой статьи устанавливает, что США принимает на себя обязательство перед кредиторами, которые выдали займы Конфедерации. Таким образом, США выступили преемником Конфедерации. К настоящему моменту все такие долги погашены, что делают эту часть представляющей лишь историческую ценность.

## Верховенство федерального права
Вторая часть шестой статьи устанавливает, что федеральные законы, принятые в пределах, делегированных Конституцией Конгрессу, а также ратифицированные международные договора являются вышестоящими по отношению к законам и иным нормативным актам штатов. Закрепляется обязанность судов в случае конфликта между федеральным законом и законом штата применять именно федеральный закон. Даже конституции штатов считаются нижестоящими по сравнению с обычными законами, принятыми Конгрессом.
В 1816 году Верховный суд США дал трактовку данной статьей, согласно которой он объявил, что имеет право пересматривать решения судов штатов в случае, если эти решения вынесены с нарушением принципа верховенства федерального законодательства. По сути, Верховный Суд заявил, что в случае, если любое решение суда штата основано на неправильном применении федерального закона оно может быть обжаловано в Верховный Суд США.
В 1819 года Верховный Суд установил, что штаты не имеют права принимать законы, каким-либо образом мешающим исполнению федерального законодательства. Так, например, суд признал неконституционными попытки штата Мериленд обложить налогами Банк США, созданный решением Конгресса в 1816 году. Суд установил, что Конгресс имеет полное право принять решение о том, что созданные им юридические лица освобождаются от налогообложения. Однако, государственные служащие не могут быть освобождены от налогов, устанавливаемых
В 1824 году суд разрешил спор en:Gibbons v. Ogden. В этом споре одно лицо получило эксклюзивное право на использование кораблей на паровом ходу в штате Нью Йорк на основании решения местного совета. В то же время другое лицо получило лицензию на паровое судоходство от федерального правительства на основании принятого Конгрессом Закона. Суд установил, что Конгресс имел право принимать закон о лицензировании и что с момента принятия этого закона все законы штатов, ему противоречащие, утратили свою силу. Таким образом Штат Нью-Йорк не имел права лишать права на эксплуатацию паровых судов человека, получившего федеральную лицензию
В 1957 году Верховный Суд принял решение, что международные договоры не могут расширять полномочия федерального правительства за пределами тех, что уже указаны в Конституции. Таким образом, если федеральное правительство не имеет полномочий принять определённый закон, оно не может и ратифицировать аналогичный международный договор.

## Присяги
Члены Конгресса, законодательных органов штатов, служащие исполнительной власти, а также судьи обязаны приносить клятву или торжественное утверждение в поддержку Конституции. Конкретный текст клятвы определяется Конгрессом. В 1866 году Верховный Суд США признал неконституционной текст клятвы, установленный Конгрессом после Гражданской войны:
Я торжественно клянусь (или подтверждаю), что я никогда добровольно не поднимал оружия против Соединенных Штатов с момента получения гражданства, что я добровольно не помогал, не поддерживал и не способствовал враждебным действиям против США, что я не никогда не претендовал, не занимал и не пытался использовать полномочия, даваемые должностью в правительстве, враждебном США, что я добровольно не помогал каким-либо лицам, желающим захватить власть в США.
Верховный суд установил, что такая клятва, по своей сути, является ретроактивным наказанием за действия, которые не были преступлением в момент их совершения, так как совершившее определённые действия лицо лишалось возможности принести присягу и, соответственно, занять государственную должность.
Конгресс не имеет права устанавливать требования, связанные с религией, к любому, кто претендуют на занятие должности в органах власти. Конгресс может вносить в текст присяги слова «и да поможет мне Бог», но любое лицо в праве опустить их и это не будет приводить к недействительности присяги.
Нынешний текст присяги:
Я, (имя), торжественно присягаю (или подтверждаю), что я буду поддерживать и защищать Конституцию США против всех врагов, внешних и внутренних. Что я буду хранить верность Конституции. Я принимаю эти обязательства свободно, без какого-либо скрытого умысла и не пытаясь как-либо избежать этой присяги и что я буду хорошо и честно исполнять свои обязанности на должности, в которую я вступаю. И да поможет мне Бог.